# District de Béziers
Le district de Béziers était une division territoriale française du département de l'Hérault de 1790 à 1795. 

## Histoire
Le district de Béziers est créé en 1790. Par la loi du 28 pluviôse an V (16 février 1797), le canton d'Anglès est cédé au Tarn, en échange du canton de Saint-Gervais-sur-Mare qui est attaché au district de Béziers. Par la loi du 28 pluviôse an VIII (17 février 1800), le district est remplacé par l'arrondissement de Béziers.

## Composition
Il était composé de 15 cantons (dont quatre aujourd'hui disparus) : 
- Agde,
- Bédarieux,
- Capestang,
- Florensac,
- Montagnac,
- Murviel,
- Pézenas,
- Roujan,
- Servian,
- Béziers,
- Cazouls,  (Canton aujourd'hui disparu)
- Fontès,  (Canton aujourd'hui disparu
- Magalas,  (Canton aujourd'hui disparu)
- Le Poujol,  (Canton aujourd'hui disparu)
- Mèze.

## Sources
- Paroisses et communes de France - Hérault, CNRS (1989)  (ISBN 2-222-04293-3)